# Тищенко Єлизавета Іванівна
Єлизавета Іванівна Тищенко (7 лютого 1975, Київ) — російська волейболістка, дворазова срібна призерка Олімпійських ігор, чотириразова чемпіонка Європи, 12-кратна чемпіонка Росії. Ігрова функція — центральна блокувальниця. Заслужений майстер спорту Росії. 

## Життєпис
Єлизавета Тищенко почала займатися волейболом в 1985 році в Києві у тренера К. Бєлової. У волейбольну секцію Єлизавету привів батько — відомий радянський волейболіст, бронзовий призер чемпіонату світу 1956 в складі збірної СРСР Іван Тищенко. 
У 1992-2004 роках виступала за команду «Уралочка» (Свердловська область). В її складі: 12-кратна чемпіонка Росії (1993-2004), дворазова володарка Кубка європейських чемпіонів (1994 і 1995). 
У 1995-1999 і 2004-2005 роках виступала за закордонні команди (в 1995-1999 паралельно з виступом за «Уралочка»): 
- 1995—1997 — НЕК «Ред Рокетс» (Японія),
- 1997—1998 — «Дубровник» (Хорватія),
- 1999 — «Джонсон Мэттью» (Рубьера, Італія),
- 2004—2005 — «Висбаден» (Німеччина),
- 2005—2006 — «Шесо» (Швейцарія).

У складі «Дубровника» - володар Кубка європейських чемпіонів 1998. 

## Збірні СРСР, СНД і Росії
У складі жіночих молодіжних збірних СРСР і СНД стала чемпіонкою світу 1991 і чемпіонкою Європи 1992. 
У 1992 році 17-річна Єлизавета Тищенко дебютувала в збірній Росії виступом в престижному турнірі World Super Four (Top Four). Надалі спортсменка протягом 12 років (до 2004 року) незмінно входила до складу національної команди країни, здобувши за цей час велику кількості нагород (командних та індивідуальних). 
У збірної Росії : 
- дворазова срібна призерка Олімпійських ігор (2000 і 2004),
- триразова бронзова призерка чемпіонатів світу (1994, 1998, 2002),
- срібна призерка розіграшу Кубка світу 1999,
- переможиця (1997) і дворазова призерка (1993, 2001) Всесвітнього Кубка чемпіонів,
- триразовий переможець і 6-кратний призер Гран-Прі,
- чотириразова чемпіонка Європи (1993, 1997, 1999, 2001), бронзовий призер європейської першості +1995,
- учасниця Олімпійських ігор 1996.

## Індивідуальні призи
У 2001-2003 роках Е. Тищенко визнавалася кращою нападницею у всіх офіційних турнірах, в яких брала участь (Гран-Прі, чемпіонат світу, Всесвітній Кубок чемпіонів, чемпіонати Європи). 
- 1999: Найкраща нападниця чемпіонату Європи.
- 1997: Найкраща нападниця Гран-прі.
- 1999: Найкраща нападниця Гран-прі.
- 2001: Найкраща нападниця Гран-прі.
- 2001: Найкраща нападниця чемпіонату Європи.
- 2001: Найкраща нападниця Всесвітнього Кубка чемпіонів.
- 2002: Найкраща нападниця Гран-прі.
- 2002: Найкраща нападниця чемпіонату світу.
- 2003: Найкраща нападниця Гран-прі.
- 2003: Найкраща нападниця чемпіонату Європи.

## Нагороди та звання
- Заслужений майстер спорту Росії (2000 році).
- Орден Дружби (2001 році).

Після завершення спортивної кар'єри працює в відділі телебачення і маркетингу ФІВБ. У 2005 році вийшла заміж за німецького бізнесмена Юргена Брахта. У 2009 в їхній родині народився син. 